# Amber Belair (Grenada)
Amber Belair ist eine Siedlung im Parish Saint George, an der Südküste von Grenada.

## Geographie
Die Siedlung liegt auf der Landzunge zwischen der True Blue Bay und der Prickly Bay. Die Siedlung wird eingerahmt von der südlichsten Siedlung Lance aux Epines im Osten und der Landzunge mit der St. George’s University, sowie dem Ende der Landebahn des Maurice Bishop International Airport.
An der Straße von True Blue liegt das Chabad Jewish Center Of Grenada.